# Carlo Michelstaedter

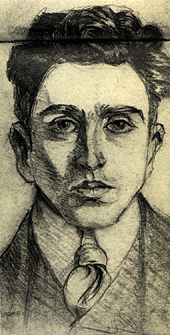
Carlo Michelstaedter (Selbstporträt)

Carlo Raimondo Michelstaedter (* 3. Juni 1887 in Görz (Österreich-Ungarn); † 17. Oktober 1910 ebenda) war ein jüdischer italienischer Schriftsteller, Philosoph und Maler.

## Leben und Werk
Als viertes und jüngstes Kind einer wohlhabenden italienischen Familie deutsch-jüdischer Herkunft wuchs Carlo Michelstaedter in einem bildungsbürgerlich geprägten Milieu auf. Sein Vater Alberto leitete ein Versicherungsbüro und regte ihn als Vorsitzender des Gabinetto di Lettura in Görz/Gorizia zu Literaturstudien an; seine Mutter Emma Luzzatto Coen vermittelte ihm eine starke Bindung an die Familie und das italienische Heimatland. Während seiner Ausbildung am städtischen Gymnasium von Gorizia wurde er durch den Philosophielehrer Richard von Schubert-Soldern auf die wichtigsten Vertreter der klassischen Philosophie aufmerksam und begann mit seinen Freunden Enrico Mreule und Nino Paternolli ausgiebige Lektüren und Debatten über die tragischen Dichter, die Vorsokratiker, Platon, das Neue Testament, die Upanishaden und Schopenhauer. In der spätmittelalterlichen und modernen Literatur interessierte er sich vor allem für Petrarca, Leopardi, Tolstoi und den über alles geschätzten Ibsen.
Nach seiner Schulzeit studierte er 1905 zunächst in Wien Mathematik, bevor er im Herbst desselben Jahres nach Florenz ging und sich am Istituto di Studi Superiori für ein Philosophie- und Literaturstudium einschreiben ließ. Mit dieser Entscheidung für den italienischen Sprachraum – Michelstaedter war von Florenz begeistert und nahm regen Anteil am Kulturleben der Stadt – sowie für die Schönen Künste wandte er sich bewusst vom österreichischen Kulturkreis und von einem bürgerlichen Werdegang ab. Während er im Hauptfach Griechisch und Latein studierte, wurde das Schreiben (u. a. von Briefen und Theaterrezensionen) zu seiner Obsession. Er schloss fruchtbringende Freundschaften (Aldo Oberdorfer, Vladimiro Arangio Ruiz, Gaetano Chiavacci u. a.), arbeitete an verschiedenen Übersetzungen (Niccolò Machiavelli, Henri Lavedan) und entdeckte seine Leidenschaft für die Malerei.
Am 14. Februar 1909 starb, wahrscheinlich durch Selbstmord, sein zehn Jahre älterer, nach New York City emigrierter Bruder Gino, was zu einem einschneidenden Ereignis in Michelstaedters Leben werden sollte. Schon im April 1907 hatte sich seine Geliebte und Italienisch-Schülerin, die Russin Nadja Baraden, das Leben genommen. So ließ er sich bei der Abreise seines Freundes Enrico Mreule nach Argentinien im November 1909 dessen Pistole geben – um zu verhindern, dass dieser damit eine unüberlegte Tat begehe. Zur Abfassung seiner Abschlussarbeit über ein philosophisches Thema (La Persuasione e la Rettorica; dt. Überzeugung und Rhetorik) hatte er sich ab September 1909 in sein Elternhaus nach Gorizia zurückgezogen, wo zudem noch zahlreiche Gedichte (v. a. seiner letzten Liebe Argia Cassini gewidmet) und philosophische Dialoge (Dialogo della salute; dt. Dialog über die Gesundheit, mit Mreule und Paternolli als Protagonisten) entstanden.
Nach einer tragischen Zuspitzung seiner Auseinandersetzung mit den Eltern erschoss sich Carlo Michelstaedter am 17. Oktober 1910, dem 56. Geburtstag seiner Mutter, mit der geliehenen Pistole. Unmittelbarer Auslöser für seine Tat war sicherlich der Vorwurf der Mutter, er habe ihren Geburtstag vergessen, während er in Wirklichkeit ein Bild für sie angefertigt und seine Dissertation am Vortag abgeschlossen hatte. Darüber hinaus dürfte aber eine Vielzahl weiterer Gründe zu seinem Selbstmord geführt haben: Neben seiner nicht bewältigten Trauer um den verstorbenen Bruder und einer zunehmenden Vereinsamung bei der fieberhaften Vollendung seiner Arbeit – außer den Eltern bekam er nur noch seinen Cousin Emilio, seine Schwester Paula sowie gelegentlich deren Freundin Argia Cassini zu sehen – spielte dabei sein äußerst gespanntes Verhältnis zu den Eltern, speziell zur Mutter, eine entscheidende Rolle: Seine Eltern hatten Carlos Verlobung mit Iolanda De Blasi, einer Kommilitonin, erfolgreich verhindert; und anstatt, wie von seinem Vater nahegelegt, gleich nach dem Studium eine Karriere als Lehrer einzuschlagen, hatte Carlo Michelstaedter darauf bestanden, sich erst einmal am Meer zu erholen.
Michelstaedters zahlreiche Schriften, Bilder und Zeichnungen wurden nach seinem Tod von Freunden und Verwandten zusammengetragen und veröffentlicht. Sein Nachlass befindet sich in der Biblioteca Civica in Gorizia.

## Philosophisches Denken
Die philosophische Vision des 23-jährig Verstorbenen stellt eine massive Gesellschafts- und Kulturkritik dar und dreht sich im Wesentlichen um die beiden Schlüsselbegriffe seiner Dissertation: Überzeugung und Rhetorik. Ausgehend von Aristoteles’ „Verrat“ der reinen platonischen Lehre durch die Entwicklung der Redekunst als „abkürzendes“ Mittel bei der metaphysischen Wahrheitssuche, kritisiert Michelstaedter die Rhetorik und damit die ganze darauf aufbauende moderne Zivilisation als ein letztlich in die Irre führendes, von den eigentlichen Wahrheiten ablenkendes Täuschungsmanöver. Anstatt das Individuum mit den sprachlichen und künstlerischen Mechanismen der Kultur zu einem vordergründigen und illusorischen Vergnügen zu überreden, verlangt er dessen Rückkehr zu den höchsteigenen, unverfälschten und nur im Hier und Jetzt erfahrbaren Überzeugungen, d. h. auch zur schmerzlichen Einsicht und Annahme der tragischen Endlichkeit seiner Existenz.
In seinem radikalen Festhalten an der platonischen Erkenntniswelt erweist sich Michelstaedter so als ein konsequenter Schüler von Schopenhauers Pessimismus und Gegner von Nietzsches Vorstellung eines übermenschlichen „Willens zur Macht“. Jegliche Anpassung des einzelnen Menschen an das gesellschaftliche Leben und dessen vorgeprägte Rollenstrukturen betrachtet er als einen Akt der selbstentfremdenden Resignation, als einen „Tod im Leben“, den er wohl auch selber – im Autonomiekonflikt mit der eigenen Familie – auf schmerzhafte Weise erfahren musste und sich deshalb in den Selbstmord flüchtete. In seiner streng solipsistischen Weltanschauung verweigerte er sich jedweden Ansätzen einer dialektischen Vermittlung zwischen den Erkenntnisprozessen des Ichs und der Außenwelt; ohnehin verneint er die Möglichkeit, einen allgemeingültigen, kanonisierbaren „Königsweg“ zur Erkenntnis aufzuzeigen: „Der Weg zur Überzeugung wird nicht von allen beschritten, er hat keine Kennzeichen oder Anweisungen, die sich mitteilen, erlernen oder befolgen ließen. Dennoch hat jeder in sich selbst das Bedürfnis, ihn zu finden, und den eigenen Schmerz als Wegweiser; jeder muss sich den Weg ganz von selbst neu erschließen, denn jeder ist allein und kann nur von sich selbst Hilfe erhoffen: Der Weg zur Überzeugung kennt nur eine einzige Anweisung: Füge dich nicht in die Genügsamkeit mit dem, was dir gegeben ist.“